# Yanmar Stadion
Das Yanmar Stadion ist ein Fußballstadion in der niederländischen Stadt Almere, Provinz Flevoland. Es ist die sportliche Heimat des Fußballvereins Almere City, der bis zur Saison 2010/11 FC Omniworld hieß. Das Stadion in Almere ist mit 4.501 Plätzen eines der kleinsten Stadien im niederländischen Profifußball.
Das 2005 eingeweihte Stadion verfügte lange Zeit auf seinen drei überdachten Tribünen dicht am Kunstrasenspielfeld über 3.000 Plätze (davon 2.500 Sitzplätze). Es liegen jetzt zwei Ränge an den Längsseiten (Ost und West) und zwei Hintertortribünen. Im Süden stehen auch zwei Gebäude, in denen sich u. a. die VIP-Räume befinden. Die Sportstätte liegt in einem Sportkomplex mit Fußballfeldern, einer Leichtathletikanlage und Baseballfeldern. Das Namensrecht erwarb der Gabelstapler-Hersteller Mitsubishi Forklift Trucks; vorher war es nach der niederländischen Leichtathletin Fanny Blankers-Koen benannt.  
Bis zum Ende der Saison 2012/13 trug das Stadion den Namen Mitsubishi-Forklift-Stadion. Der Namensvertrag endete, weil das Gabelstapler-Werk in Almere geschlossen wurde. Danach wurde das Stadion nach dem Verein benannt. Am 2. Juli 2015 wurde das Maschinenbauunternehmen Yanmar Europe BV in Almere als neuer Namenssponsor des Stadions in den nächsten vier Jahren bekanntgegeben. Die Spielstätte trägt nun den Namen Yanmar Stadion.